# Brodnica
Pour les articles homonymes, voir CBR, Strasbourg (homonymie) et Brodnica (homonymie).
Brodnica est une ville de Pologne située dans la voïvodie de Cujavie-Poméranie.

## Histoire
Fondée en 1262 sous le nom allemand de Strasburg qu'elle porte jusqu'en 1920, la ville obtient ses privilèges de ville selon le droit de Culm en 1298. Elle fait partie de la Prusse royale après le second traité de Thorn. Strasbourg est annexée au jeune royaume de Prusse en 1772, après le premier partage de la Pologne et se nomme désormais officiellement Strasbourg de Prusse-Occidentale pour la distinguer des autres, ou bien Strasbourg-sur-la-Drewenz. Strasbourg est rattachée au duché de Varsovie, entité créée par Napoléon en 1807 qui dure sept ans et demi jusqu'au congrès de Vienne. À nouveau sous administration prussienne à partir de 1815 dans l'arrondissement de Strasbourg-en-Prusse-Occidentale (de) dans le district de Marienwerder au sein de la province de Prusse-Occidentale, jusqu'à 1920, lorsque le traité de Versailles l'attribue à la Pologne.
Pendant la Seconde Guerre mondiale, un millier d'habitants de la ville sont massacrés par la SS et la Selbstschutz ; l'Armée rouge massacre également un certain nombre d'Allemands habitant la ville lors de l'expulsion des Allemands, à la fin de la guerre.

## Personnalités
- Anne de Suède
- Jean Zumbach (1915-1986), pilote de chasse polonais né à Brodnica.
- Daniel Trojanowski (1982-), rameur polonais né à Brodnica.
- Mateusz Łęgowski (2003-), footballeur polonais né à Brodnica

## Galerie

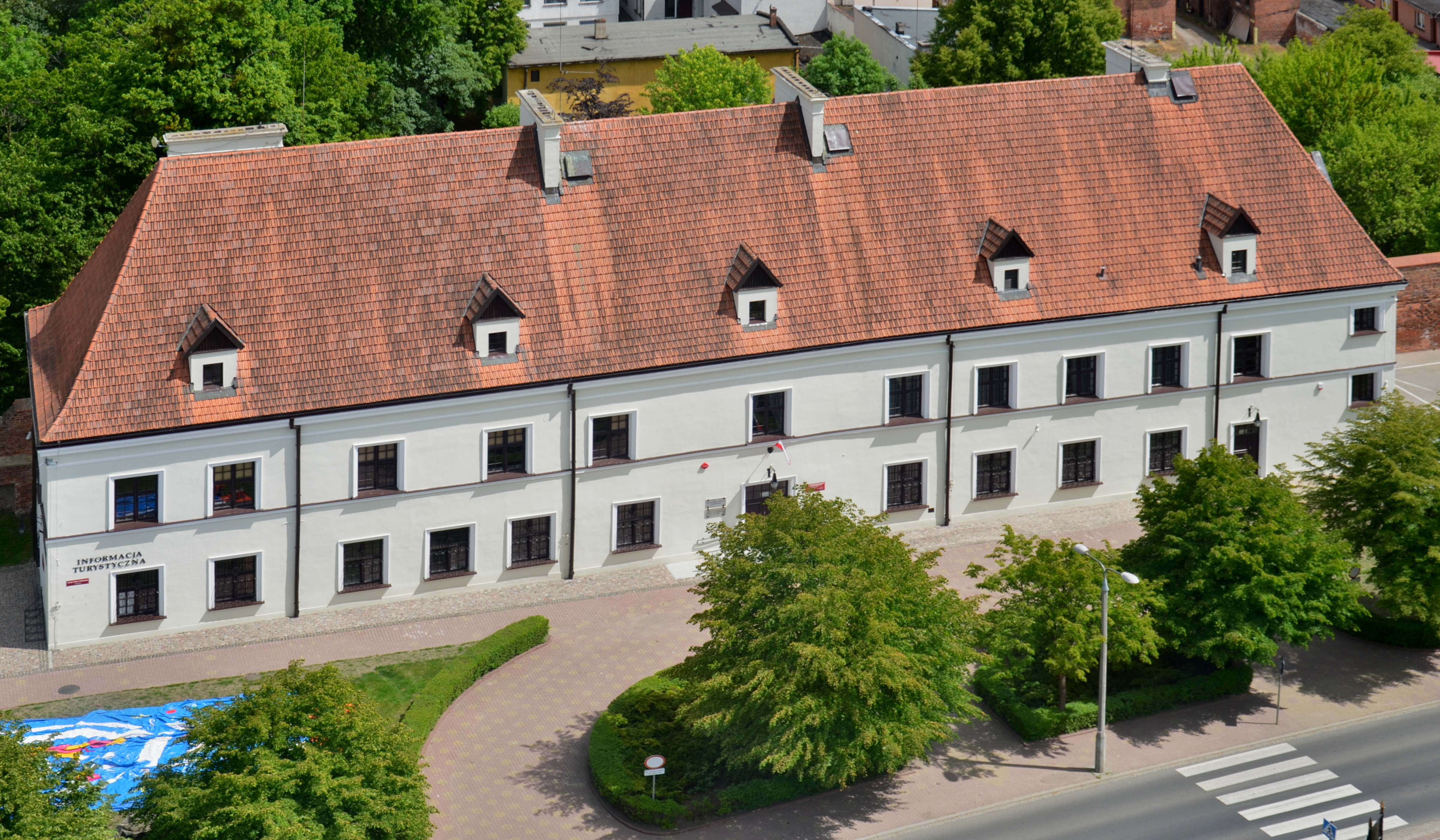
Château d'Anne de Suède.
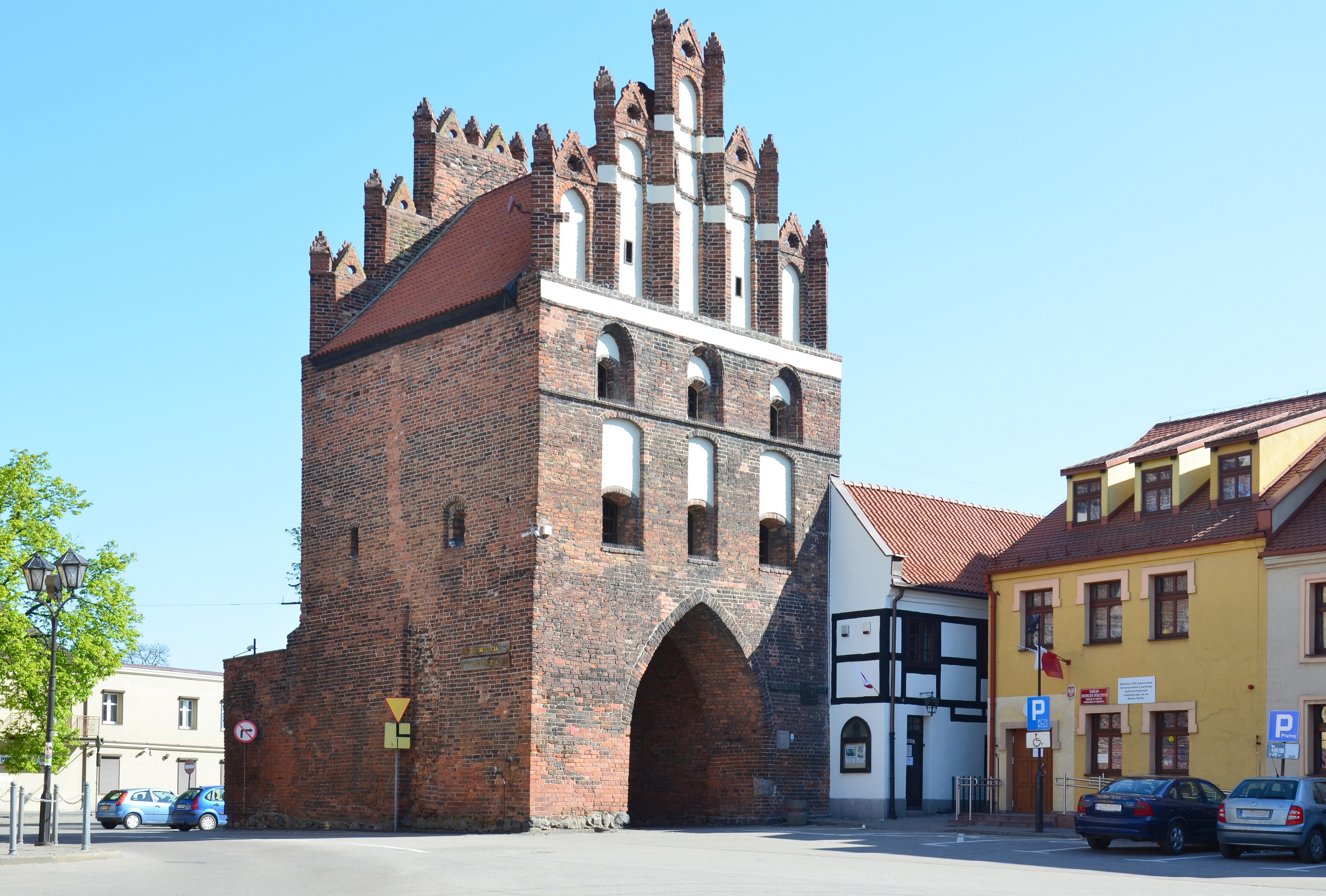
Porte de Chełmno, autrefois porte de Culm (Kulmtor).
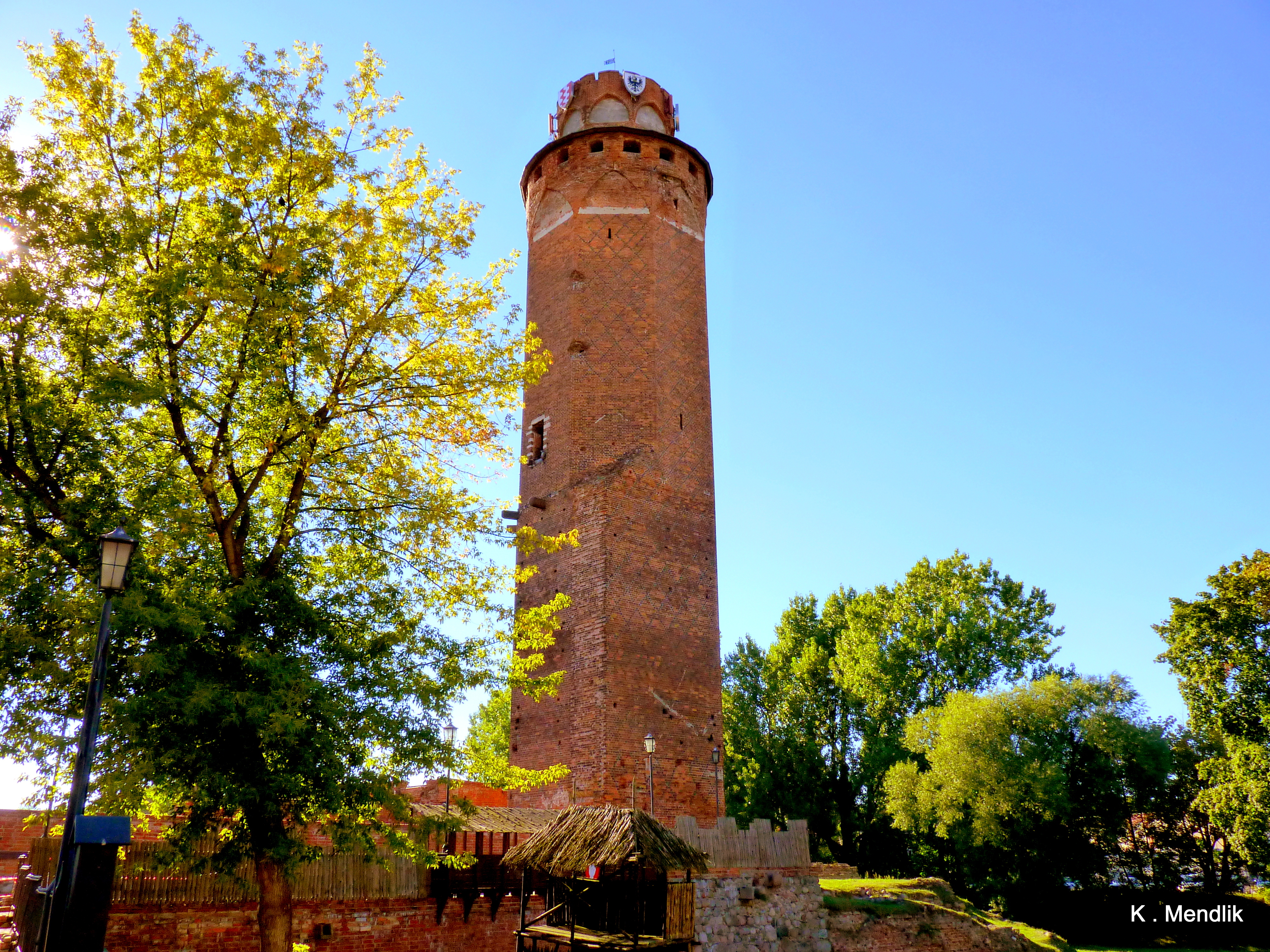
Tour du château.
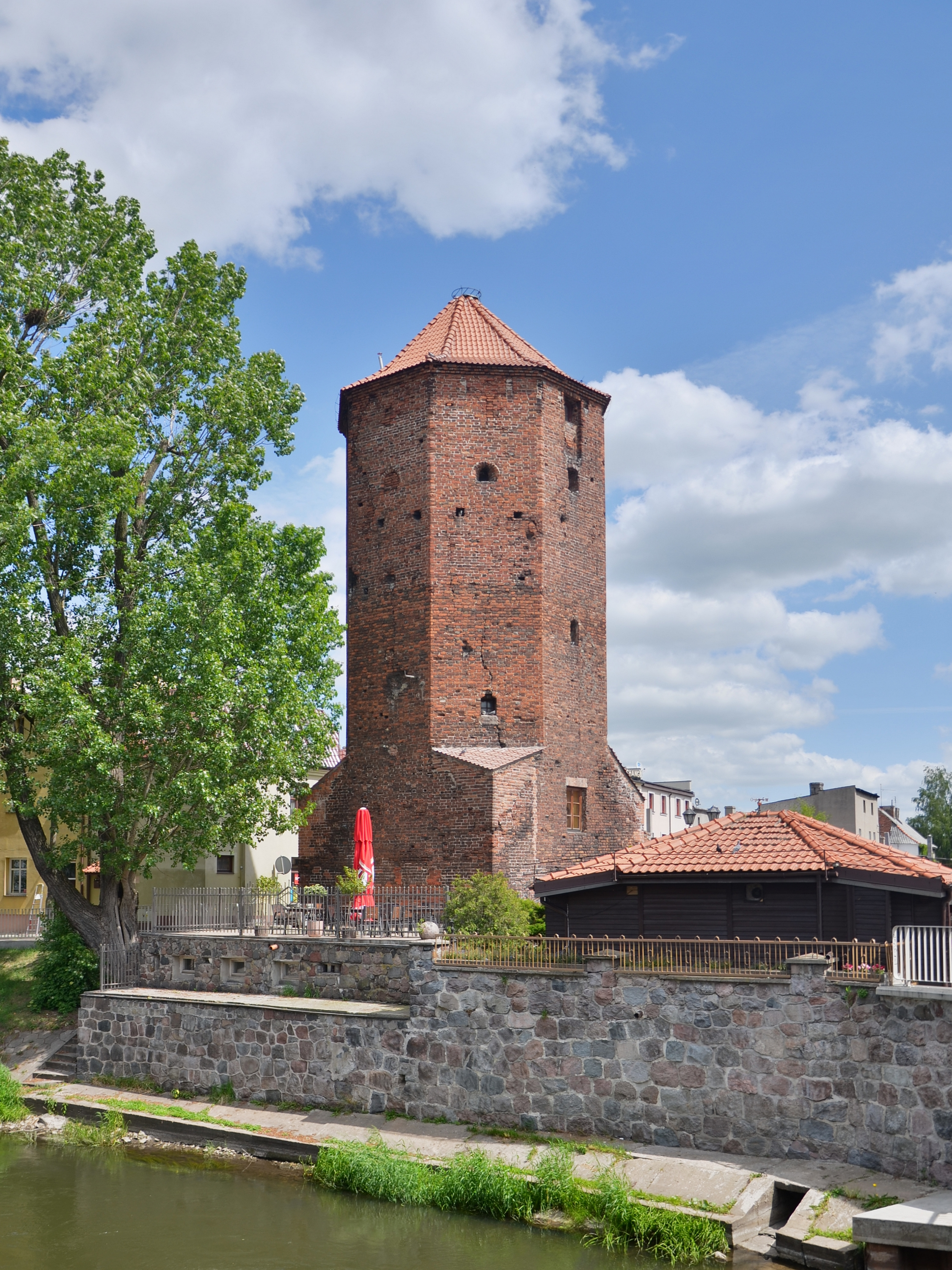
Tour de Mazurie.
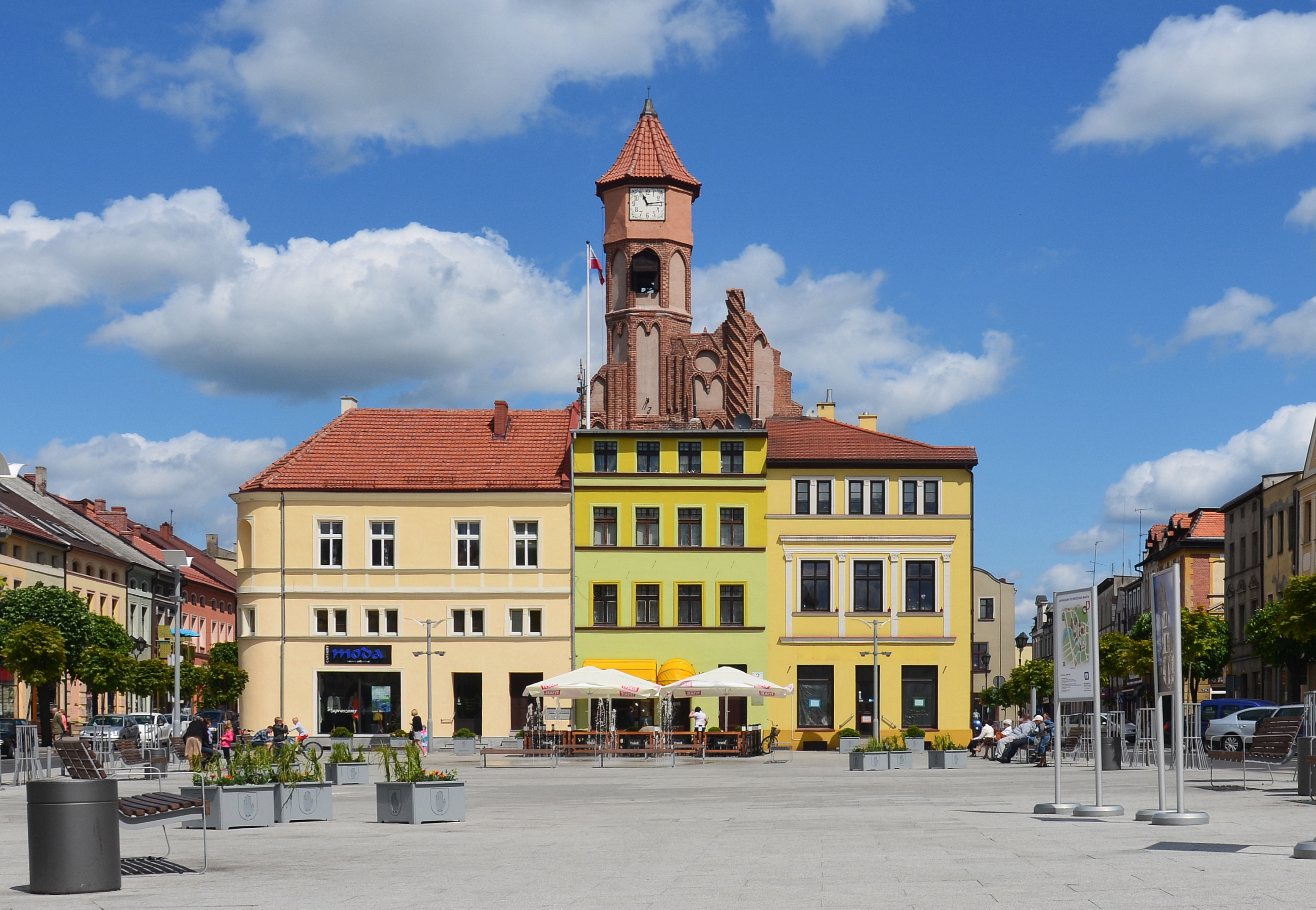
Place du marché
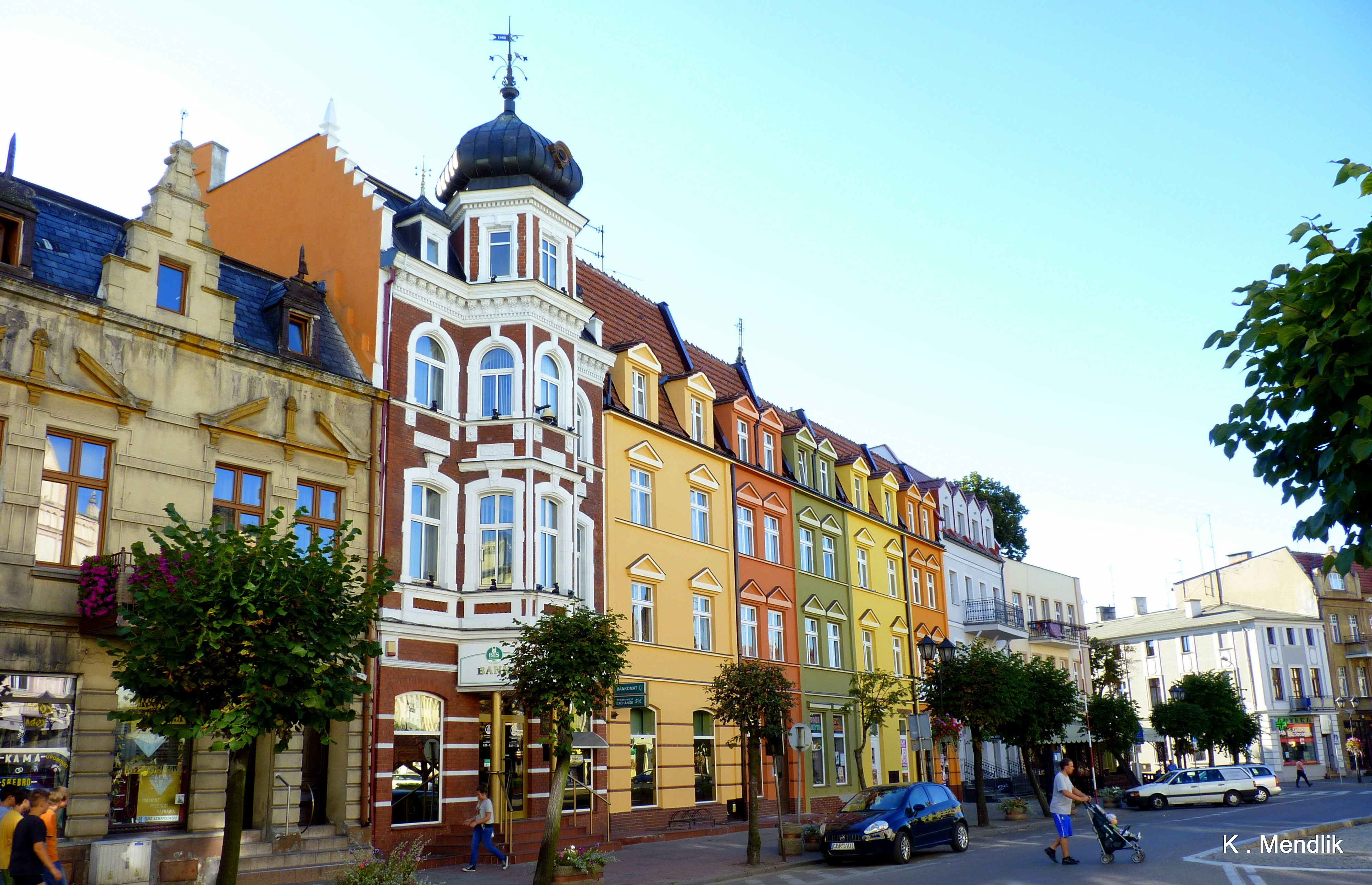
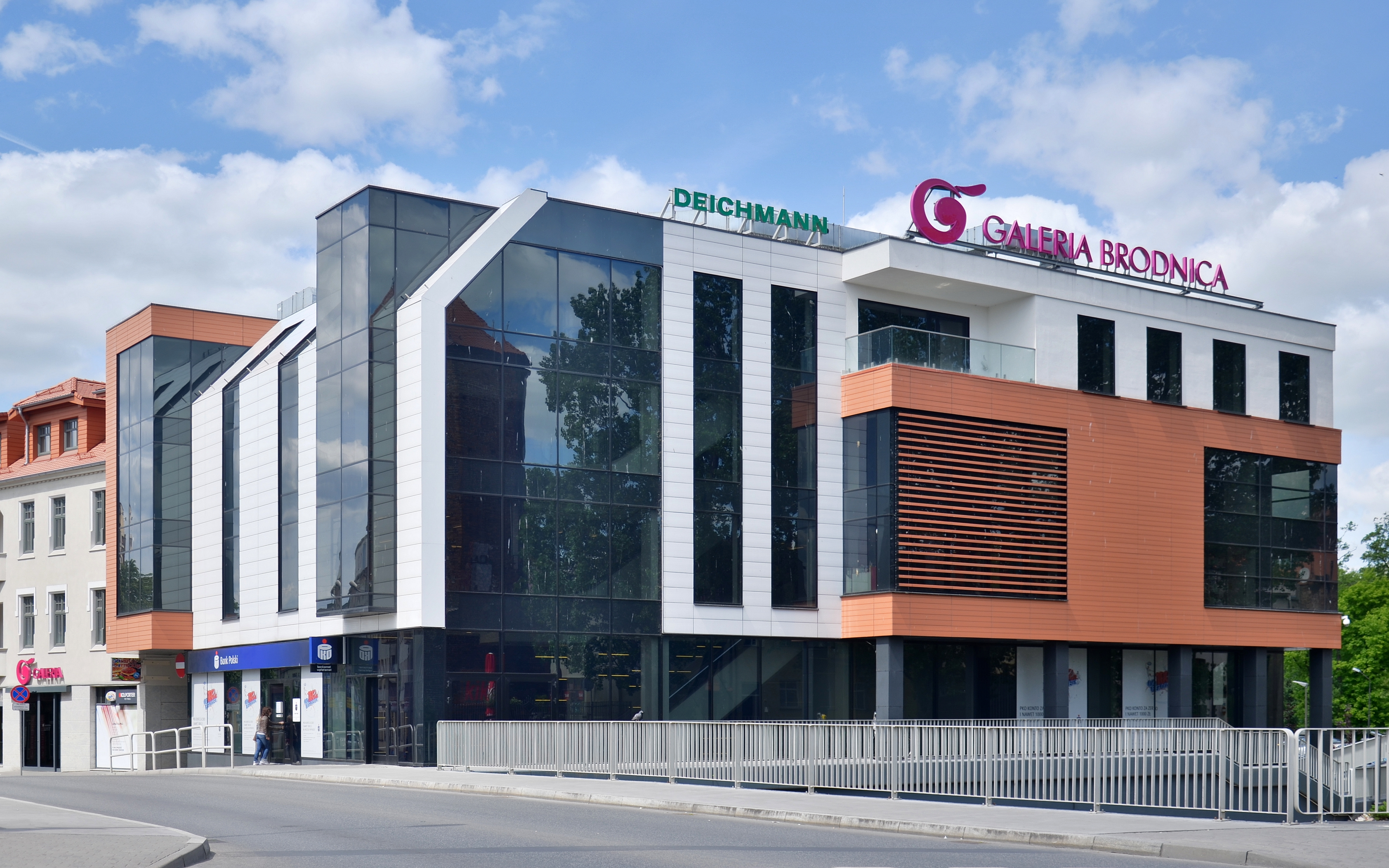
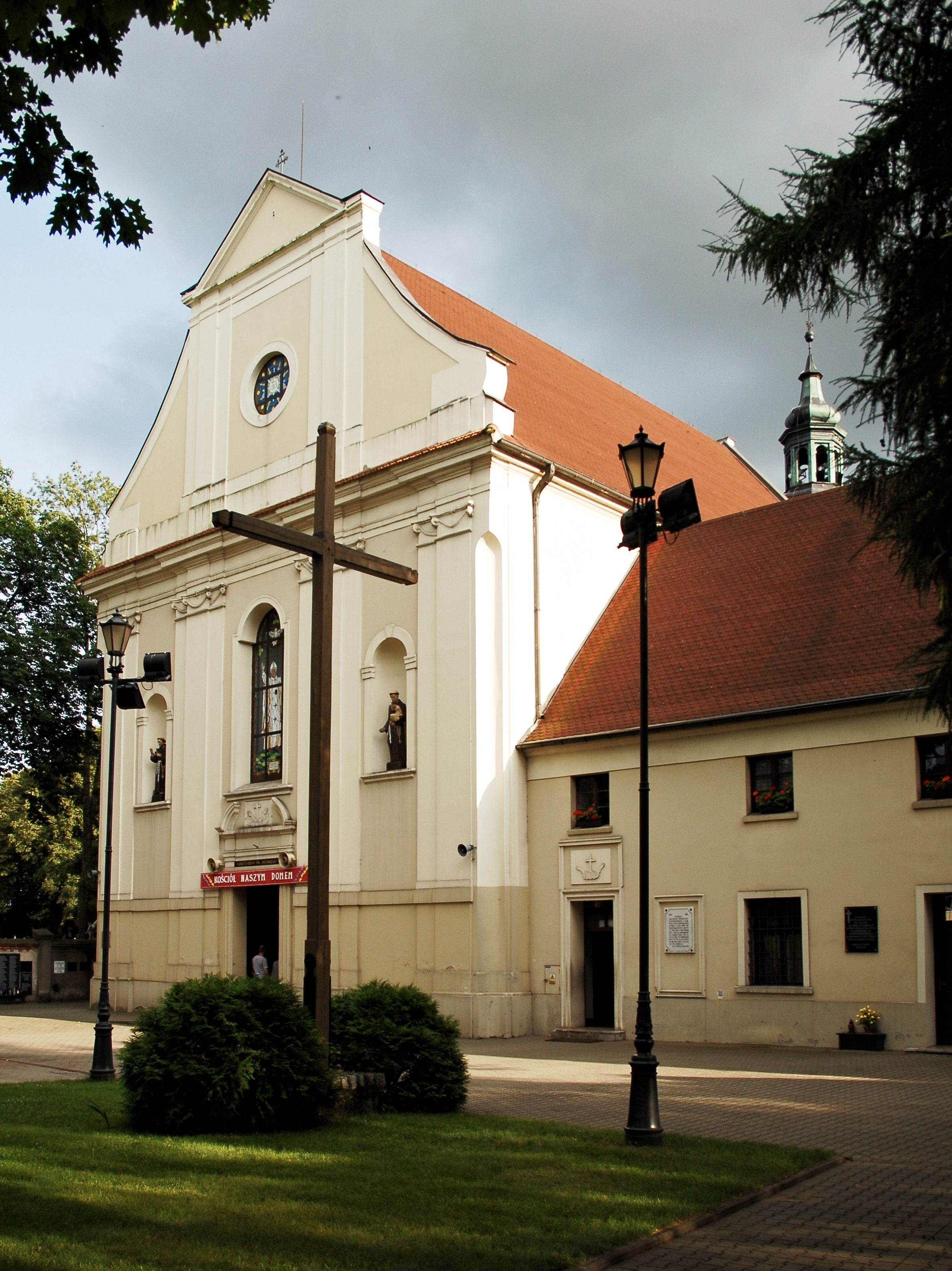
Monastère

## Jumelages
- Strasburg (Uckermark) (Allemagne) en Mecklembourg-Poméranie
- Brørup (Danemark)
- Kėdainiai (Lituanie)
- Kristinehamn (Suède)